# Phaedra
| 전문가 평가   | 전문가 평가 |
| 평가 점수     | 평가 점수   |
| 출처          | 점수        |
| ------------- | ----------- |
| AllMusic      | [ 1 ]       |
| Head Heritage | positive    |
| Sputnikmusic  | 5/5         |

《Phaedra》는 독일의 전자 음악 그룹인 탠저린 드림의 다섯 번째 스튜디오 음반이다. 1973년 11월 잉글랜드 시프톤온처웰의 매너 스튜디오에서 녹음되었고, 1974년 2월 20일 버진 레코드를 통해 발매되었다. 이 음반은 크라우트록 장르에 큰 영향을 미친 것으로 평가되는 그들의 현재 클래식한 시퀀서 기반 사운드가 특징인 첫 번째 탠저린 드림의 음반이다.
이 음반은 그 그룹의 국제적인 성공의 시작을 알렸고 버진 레이블에서 발매된 그들의 첫 번째 음반이었다. 그것은 영국에서 6자리 숫자의 판매고를 달성했고, 15주 연속으로 거의 방송을 하지 않고 오직 강력한 입소문만으로 영국 음반 차트에서 15위에 올랐다. 그것은 또한 7개국에서 골드 디스크를 얻었지만, 그들의 모국인 독일에서는 그것이 6,000장만 팔렸다. 그 음반 타이틀은 그리스 신화의 파이드라를 가리킨다.

## 배경 및 녹음
올해 초 베를린의 스카이라인 스튜디오에서 에드가 프로제와 크리스토퍼 프랑케가 녹음한 일련의 녹음을 듣고 버진 레코드의 리처드 브랜슨은 그들에게 계약을 하고 영국으로 오도록 격려했다. 그들의 진급으로 모듈식 모그 신시사이저를 구입한 후, 1973년 말 이 그룹은 옥스포드셔주의 매너 스튜디오로 와서 녹음을 시작했다. 프로제의 아내인 모니크의 도움으로 녹음된 음악 중 일부와 함께 전체 음반은 6주도 안 되어 완성되었다.

## 내용
타이틀곡은 원래 스튜디오에서 녹음된 즉흥곡을 기반으로 했고, 의도치 않게 그 당시에 사용되었던 아날로그 장비의 한계들 중 하나를 나타낸다. 장비가 예열됨에 따라, 발진기들 중 일부는 (그들은 매우 온도에 민감했다) 디튜닝하기 시작했고, 이것은 그 작품의 마지막을 향해 음악의 일부 변화에 책임이 있었다.
타이틀곡 〈Movements of a Visionary〉는 모두 프랑케가 베이스 기타를 대체할 모그 아날로그 시퀀서를 사용한 것에 의존한다. 〈Mysterious Semblance at the Strand of Nightmares〉는 천천히 쓸어가는 필터 효과로 처리된 멜로트론을 타고 솔로로 나선 프로제의 모습을 담고 있다. 〈Sequent C〉는 피터 바우만이 녹음기에 녹음한 짧은 곡으로 테이프 에코가 있다.
소매 디자인과 커버 아트는 프로제의 작품이다.

## 곡 목록
| #  | 제목        | 작곡                                          | 재생 시간 |
| -- | ----------- | --------------------------------------------- | --------- |
| 1. | 〈Phaedra〉 | 에드가 프로제, 크리스토퍼 프랑케, 피터 바우만 | 17:39     |

| #  | 제목                                                 | 작곡                   | 재생 시간 |
| -- | ---------------------------------------------------- | ---------------------- | --------- |
| 1. | 〈Mysterious Semblance at the Strand of Nightmares〉 | 프로제                 | 9:55      |
| 2. | 〈Movements of a Visionary〉                         | 프로제, 프랑케, 바우만 | 7:56      |
| 3. | 〈Sequent C'〉                                       | 바우만                 | 2:13      |